# Лацкович, Блаженко
Блаженко Лацкович (хорв. Blaženko Lacković; род. 25 декабря 1980, Нови-Мароф) — хорватский гандболист, известный по выступлениям за немецкий клуб «Гамбург» и сборную Хорватии. Олимпийский чемпион 2004 года, бронзовый призёр Олимпийских игр 2012 года.

## Карьера

### Клубная
Блаженко Лацкович начал свою профессиональную карьеру в 1997 году в хорватском клубе Вартекс Вараждин. В 2001 году Блаженко Лацкович перешёл в хорватский клуб Загреб. В 2004 году Блаженко Лацкович перешёл в немецкий клуб Фленсбург-Хандевитт. В 2005 году и 2006 году, Блаженко Лацкович вместе с Фленсбург-Хандевитт в чемпионате Германии занял по итогам сезона 2-е место. В 2008 году Блаженко Лацкович перешёл в Гамбург, где в составе Гамбурга выиграл в чемпионат Германии в 2011 году, выиграл лигу Чемпионов ЕГФ в 2013 году. В 2014 году Блаженко Лацкович перешёл в македонский клуб Вардар. По ходу сезона 2015/16 Блаженко Лацкович перешёл в клуб Киль.. Выступая за Киль, Блаженко Лацкович был вынужден пропустить часть одного из сезонов из-за травмы.

### В сборной
Блаженко Лацкович выступает за сборную Хорватии. За Хорватию Блаженко Лацкович сыграл 195 матча и забил 571 гола.

## Титулы
- Чемпион Германии: 2011
- Обладатель кубка Германии: 2010
- Обладатель суперкубка Германии: 2009, 2010
- Победитель лиги Чемпионов ЕГФ: 2013
- Чемпион Хорватии: 2002, 2003, 2004
- Обладатель кубка Хорватии: 2003, 2004
- Чемпион Македонии: 2015
- Обладатель кубка Македонии: 2015
- Олимпийский чемпион по гандболу: 2004
- Чемпион мира: 2003

## Статистика
Статистика Блаженко Лацковича на сезон 2016/17 указана на 29.6.2017
| Сезон     | Клуб                | Лига       | Матчи | Голы | 7-метровые | Голы с игры |
| --------- | ------------------- | ---------- | ----- | ---- | ---------- | ----------- |
| 2004/05   | Фленсбург-Хандевитт | Бундеслига | 32    | 138  | 3          | 135         |
| 2005/06   | Фленсбург-Хандевитт | Бундеслига | 32    | 127  | 3          | 124         |
| 2006/07   | Фленсбург-Хандевитт | Бундеслига | 32    | 99   | 0          | 99          |
| 2007/08   | Фленсбург-Хандевитт | Бундеслига | 24    | 91   | 0          | 91          |
| 2008/09   | Гамбург             | Бундеслига | 29    | 105  | 0          | 105         |
| 2009/10   | Гамбург             | Бундеслига | 29    | 87   | 0          | 87          |
| 2010/11   | Гамбург             | Бундеслига | 28    | 86   | 0          | 86          |
| 2011/12   | Гамбург             | Бундеслига | 33    | 99   | 0          | 99          |
| 2012/13   | Гамбург             | Бундеслига | 25    | 48   | 0          | 48          |
| 2013/14   | Гамбург             | Бундеслига | 30    | 27   | 0          | 27          |
| 2015/16   | Киль                | Бундеслига | 8     | 12   | 0          | 12          |
| 2016/17   | Киль                | Бундеслига | 27    | 10   | 0          | 10          |
| 2004—2018 | Итого               | Бундеслига | 329   | 936  | 6          | 930         |